# Tam Tinh

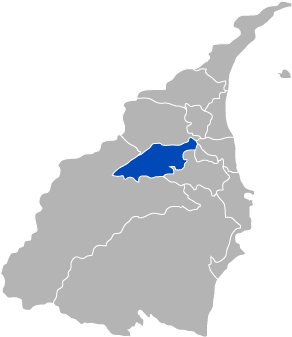
Vị trí tại Nghi Lan

Tam Tinh (tiếng Trung: 三星; bính âm: Sānxīng) là một hương (xã) của huyện Nghi Lan, tỉnh Đài Loan, Trung Hoa Dân Quốc (Đài Loan). Tam Tinh có nông sản hành và món ăn "bốc nhục" nổi tiếng khắp Đài Loan. Tam Tinh có địa hình đồi núi ở phía nam còn phía bắc thuộc vùng đồng bằng của sông Lan Dương và có đất đai màu mớ, thích hợp cho phát triển nông nghiệp. Tam Tinh có diện tích 38,8671 km², dân số vào tháng 8 năm 2011 là 21.250 người thuộc 7.584 hộ gia đình, mật độ cư trú đạt 546,7 người/km².